# Mittlere-Isar-Kanal
Der Mittlere-Isar-Kanal ist ein Kanal parallel zum Mittellauf der Isar; er zweigt im Norden von München rechts von der Isar ab und mündet nach etwa 64 Kilometern bei Landshut wieder in den Fluss. Der Kanal bildet mit sieben Wasserkraftwerken eine Kraftwerkstreppe, um das Gefälle von insgesamt 109 m zur Stromerzeugung zu nutzen.

## Verlauf

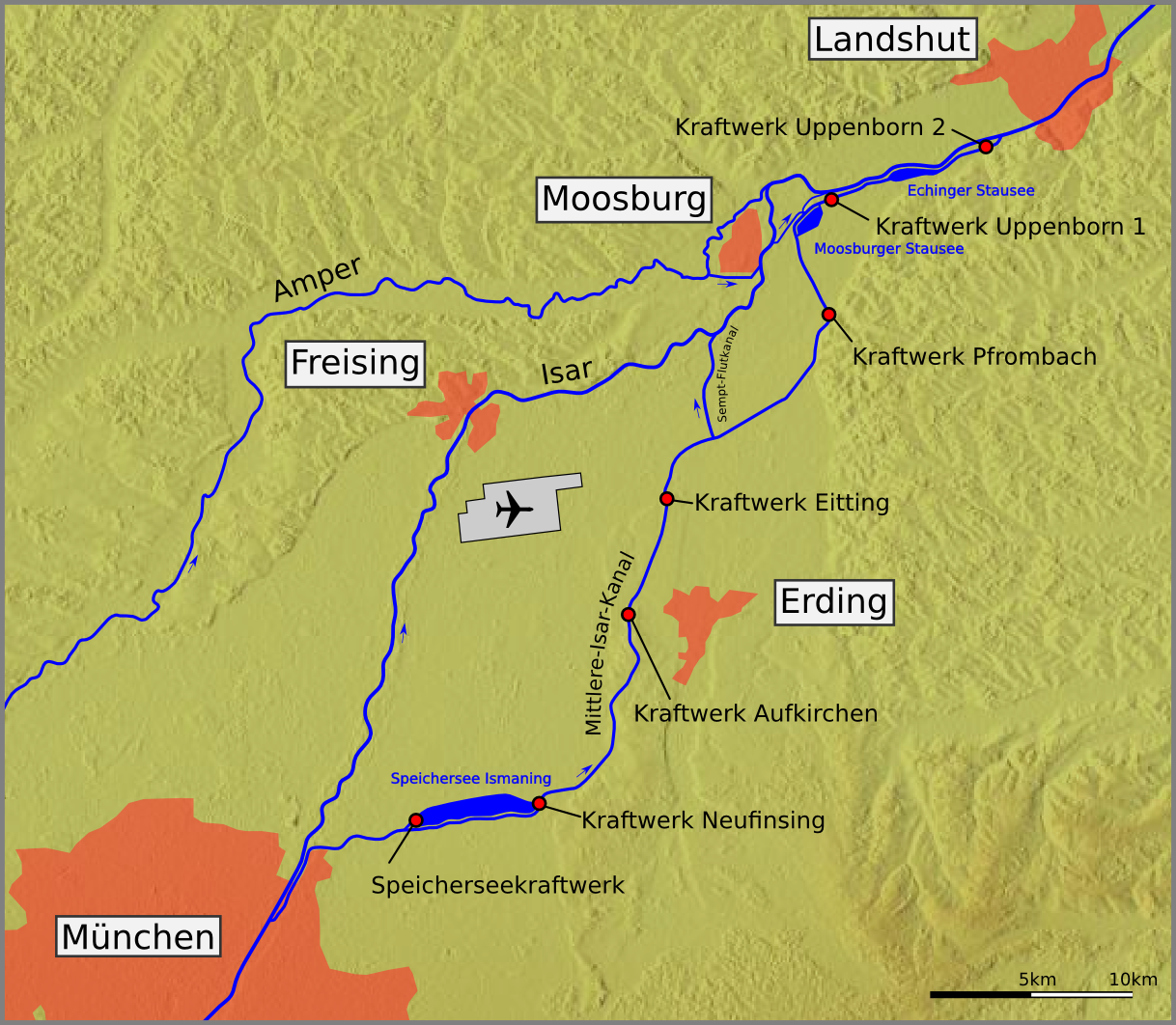
Lage des Kanals

Der Kanal zweigt am Stauwehr Oberföhring nahe der nördlichen Stadtgrenze Münchens von der Isar ab, verläuft noch wenige Kilometer parallel zum Fluss und biegt direkt nördlich von Unterföhring nach Osten ab. Während ein Teil des Wassers nach einigen Kilometern in den Ismaninger Speichersee abgezweigt wird, verläuft der Isarkanal parallel zum Speichersee weiter. Bei Neufinsing vereint sich das abfließende Wasser des Speichersees über ein Wasserkraftwerk mit dem Isarkanal und fließt weiter in Richtung Norden, westlich vorbei an Erding. Auf der Höhe des Münchener Flughafens biegt der Kanal nach Nordosten und trifft bei Moosburg auf die Isar. Ab da verläuft er parallel zur Isar, in die er wenige Kilometer südwestlich von Landshut mündet. In diesem letzten Abschnitt befinden sich zwei weitere Speicherseen, der Moosburger und der Echinger Speichersee.
Das Stauwehr und die ersten 54 km des Kanals samt den dort befindlichen 5 Kraftwerken gehören der Uniper Kraftwerke, die letzten Kilometer mit den beiden Uppenbornwerken den Stadtwerken München (SWM). Von dem Gesamtgefälle von 109 m entfallen 88 m auf die Kraftwerke der Uniper und 21 m auf die beiden Uppenbornkraftwerke.

## Funktion
Der Kanal ist nicht schiffbar und dient hauptsächlich der Wasserkraftnutzung sowie als Quelle für das Kühlwasser des Heizkraftwerks Nord. Dabei werden der Isar bis zu 150 m³/s vorübergehend entzogen, wobei der Hauptfluss über Freising führt und zwischen Oberföhring und der Ampermündung hinter Moosburg früher gelegentlich unter Wassermangel litt. Insgesamt sieben Wasserkraftwerke dienen der Stromerzeugung.
| Kraftwerk                      | Leistung |
| ------------------------------ | -------- |
| Speicherseekraftwerk Ismaning  | 1,3 MW   |
| Kraftwerk Neufinsing           | 8,0 MW   |
| Kraftwerk Aufkirchen           | 27,0 MW  |
| Kraftwerk Eitting              | 26,0 MW  |
| Kraftwerk Pfrombach            | 22,3 MW  |
| Leistung der Uniper-Kraftwerke | 84,6 MW  |
| Uppenbornwerk 1                | 26,4 MW  |
| Uppenbornwerk 2                | 18,0 MW  |
| Leistung der SWM-Kraftwerke    | 44,4 MW  |
| Leistung aller Kraftwerke      | 129,0 MW |

Die Kraftwerke Aufkirchen, Eitting und Pfrombach produzieren auch Bahnstrom. Das Uppenbornwerk 2 ist ein reines Laufwasserkraftwerk, da es der Isar eine möglichst gleichbleibende Wassermenge zuführen soll. Die anderen Kraftwerke sind Laufwasserkraftwerke, die für den Schwellbetrieb eingerichtet sind und damit in einem bestimmten Rahmen auf die Schwankungen des Strombedarfs reagieren können. Alle Kraftwerke haben einen sogenannten Leerschuss, d. h. einen Kanal, in dem das Wasser am Kraftwerk vorbeigeleitet werden kann.
Der Ismaninger Speichersee dient sowohl zum Ausgleich der Schwankungen des Zuflusses aus der Isar als auch als Speicher für die Verbrauchsspitzen der nachfolgenden Kraftwerke. Der Moosburger und der Echinger Speichersee sind das Gegenstück dazu, mit ihnen werden die in den Verbrauchsspitzen abgegebenen größeren Wassermengen aufgefangen, so dass ein gleichbleibender Zufluss in die Isar gewährleistet ist.
Die Uniper-Kraftwerke werden seit 1. Mai 2011 nicht mehr vom Kraftwerk Neufinsing aus überwacht und gesteuert, sondern von der zentralen Leitstelle der damaligen E.ON-Wasserkraft und jetzigen Uniper-Kraftwerke in Landshut. Die beiden Uppenbornwerke werden zentral von den Stadtwerken München aus gesteuert.

## Beschreibung

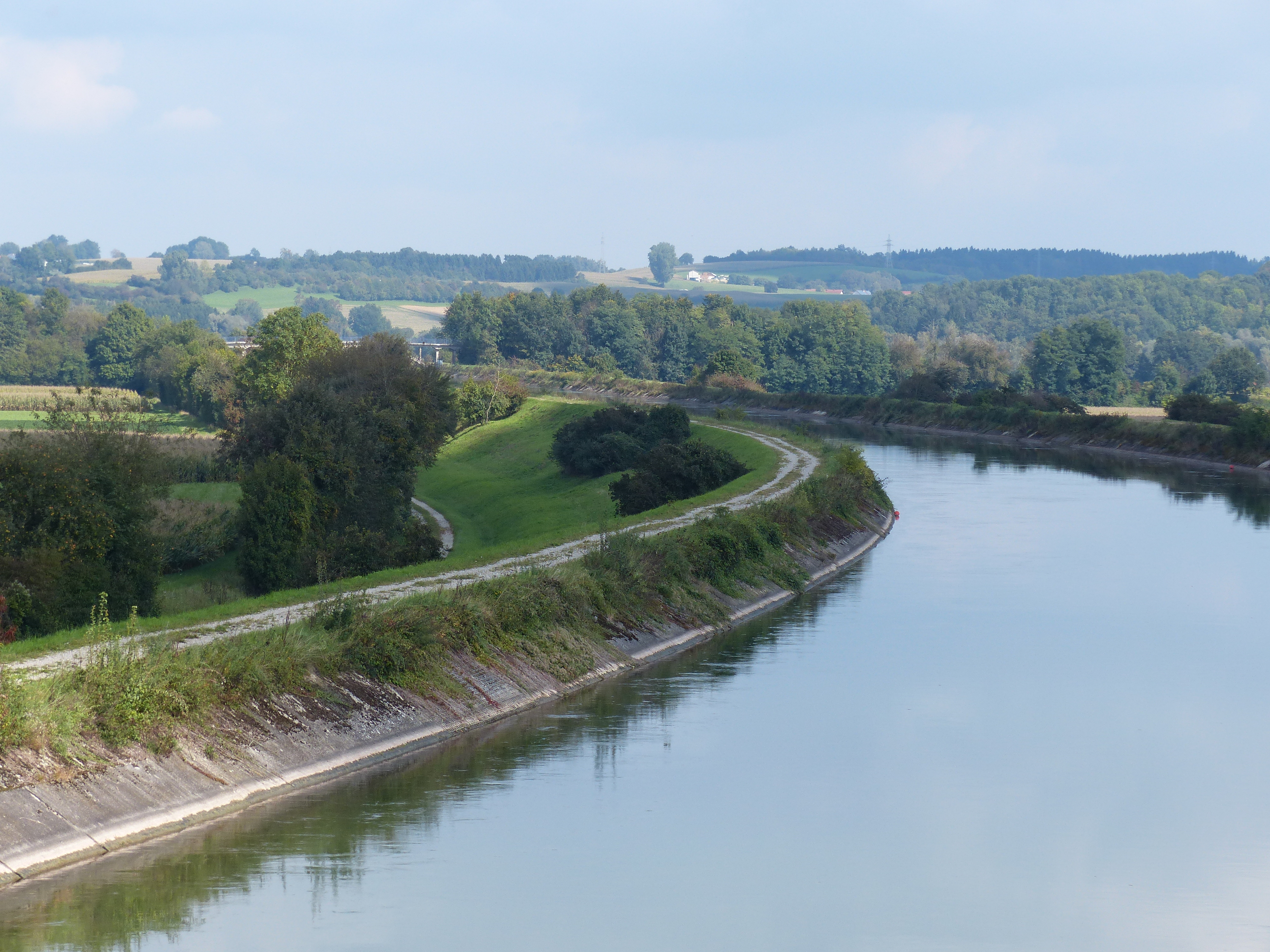
Kanal stromabwärts bei Wartenberg

Der Kanal liegt teilweise in Einschnitten im Gelände, teilweise zwischen Dämmen auf dem Gelände, über weite Strecken aber auch auf hohen Dämmen mehr als 15 m über dem Gelände. Er überquert die Kanalunterführung der zum Sempt-Flutkanal führenden Saubachflutmulde beim Sperrwerk kurz vor Berglern, überquert die Sempt in einem Düker-ähnlichen Bauwerk kurz danach, nochmals unterhalb Pfrombach und ein drittes Mal unterhalb des Uppenbornwerkes 1, überquert eine Straße kurz vor Eitting und die Strogen samt zweier getrennter Fahrbahnen einer Straße bei Wartenberg. Eine Reihe kleiner Bäche wird in Dükern unter dem Kanal durchgeleitet. Der Abfanggraben, der Dorfen-Kanal und der Eittinger Saubach führen ihm Wasser zu. Außerdem erhält der Kanal das in der Münchner Kläranlage Gut Großlappen biologisch gereinigte Abwasser, das durch einen Düker unter der Isar hindurch zu dem Hauptpumpwerk zwischen Unterföhring und Ismaning fließt. Von diesem wird es in die fünf Meter höher liegenden Fischteiche des ehemaligen Teichguts Birkenhof am Ismaninger Speichersee und zum Teil direkt in den Speichersee gepumpt.
Der Kanal ist für eine Wasserführung von 125 bis 150 m³/s gebaut. Er hat je nach Gelände unterschiedliche Querschnitte. Er ist an der Sohle zwischen 3,8 m und 18,3 m und am Wasserspiegel zwischen 23 m und 34 m breit. Seine Tiefe variiert dementsprechend zwischen 4,4 m und 7 m in den schmalen Strecken, insbesondere in der ersten Strecke bis zu den Fischteichen am Speichersee, wo der Kanal aus Platzgründen schmal gehalten werden musste. Die Böschungen sind mit Neigungen von 1:1,5 oder 1:2 durchgehend steil. Sowohl die Böschungen als auch die Sohle waren ursprünglich betoniert. Bei der Sanierung des ersten Abschnitts im Jahre 2005 wurde teilweise eine Bitumendichtung aufgebracht. Bei der Sanierung der Haltungen 2, 3 und 4b im Jahre 2009 wurde neben Kunststoffdichtungsbahnen wieder Beton verwendet.
In kalten Wintern wurde schon immer versucht, eine drohende Vereisung hinauszuzögern, indem man mit entsprechenden Stellungen der Wehre und Schütze die Eisschicht zerkleinert. Seit das Heizkraftwerk Nord in Unterföhring sein Kühlwasser aus dem Kanal entnimmt und erwärmt wieder in diesen einleitet, sind jedoch keine Eisprobleme mehr aufgetreten.

## Geschichte

### Idee
Die Idee, mit einem Kanal den Höhenunterschied von gut 80 Metern zwischen München und Moosburg zur Elektrizitätsgewinnung zu nutzen, stammt von Oskar von Miller. Sie wurde aber zunächst nicht weiterverfolgt, da es zu Beginn des 20. Jahrhunderts unterschiedliche Überlegungen gab, ob und wie die bayerischen Gewässer zur Gewinnung elektrischer Energie um- und ausgebaut werden sollten. Das  Bayerische Staatsministerium des Inneren veranlasste Ende 1917, dass sich verschiedene Banken und einige Industrieunternehmen zu der Mittlere Isar GmbH zusammenschlossen, um das Gefälle von 88 m zwischen München und Moosburg auszunutzen. Dabei war zunächst daran gedacht, Kanäle mit einer Kapazität von 95 m³/s und verschiedenen Staustufen entlang der Isar zu bauen. Die Stadt München, die bei Moosburg bereits das Uppenbornwerk betrieb, sollte an dem Projekt beteiligt werden.

### Planung
Im Februar 1918 wurde Theodor Rümelin zum Direktor der Mittlere Isar GmbH berufen mit dem Auftrag, die Planung des Projektes zu erstellen. Sein Entwurf sah nicht nur den Kanal in seiner heutigen Form mit dem Stauwehr und den damals vier Kraftwerken vor, sondern enthielt eine Reihe weiterer Funktionen: Der Ismaninger Speichersee sollte zum Ausgleich der unterschiedlichen Wasserstände der Isar angelegt werden. Mit einem tiefliegenden Abfanggraben sollte das Grundwasser der Münchner Schotterebene in dem 30.000 ha großen Erdinger Moos abgesenkt werden. Damit sollte nicht nur neues Ackerland gewonnen, sondern auch der Kanal im Winter durch das wärmere Grundwasser vor Vereisung geschützt werden. Ferner sollten rund 30 Fischteiche am Ismaninger Speichersee angelegt werden, um die in der ebenfalls noch zu bauenden Kläranlage Gut Großlappen vorgeklärten Münchener Abwässer weiter zu reinigen und gleichzeitig die Nahrungsmittelversorgung der Bevölkerung zu verbessern. Schließlich sollte der Moosburger Ausgleichsweiher angelegt werden, um einen gleichmäßigen Abfluss aus dem Kanal zum alten Uppenbornwerk sicherzustellen. Die Probleme, die für die Isar durch die weitgehende Ableitung des Wassers entstehen würden, wurden gesehen. Man hielt sie aber für vertretbar angesichts der vielfältigen Vorteile des Kanals. Daran änderten auch verschiedene Fischsterben nichts, die auftraten, weil die Kläranlage noch nicht fertiggestellt war. Die Trockenlegung des Erdinger Mooses wurde dagegen nur positiv gesehen, die heutige, ökologisch differenziertere Betrachtungsweise war damals unbekannt.
Entsprechend den damals diskutierten Ideen, in Süddeutschland ein Netz von Schifffahrtskanälen anzulegen, gestaltete Rümelin die Planung so, dass die Möglichkeit der Kanalnutzung für die Schifffahrt nicht ausgeschlossen war. Die erforderlichen Schleusen und Ausweichkanäle zur Umfahrung der Kraftwerke wurden allerdings von vornherein zurückgestellt.

### Bauphasen
Rümelin konnte diese umfangreichen Planungen schon zu Beginn des Jahres 1919 abschließen. Sie gingen dann in den Besitz des bayerischen Staates über, der das erste Baulos bereits im April 1919 zur Bekämpfung der Arbeitslosigkeit vergab, nachdem am 25. März 1919 ein einstimmiger Beschluss des Finanzausschusses des bayerischen Landtags Rümelins Planung angenommen und die Durchführung in staatlicher Regie befürwortet hatte. Rümelin war dabei als Mitglied des Direktoriums für den Staatlichen Ausbau der Mittleren Isar mit der Projektleitung und Oberbauleitung befasst. Er starb aber schon Ende 1920 im Alter von nur 43 Jahren. Kurz darauf, am 5. Januar 1921, wurde vom Freistaat Bayern die Mittlere Isar AG und auch die Walchenseewerk A.G. gegründet, um die beiden Projekte zu bauen und zu betreiben.
Zwischen 1920 und 1924 entstanden das Stauwehr Oberföhring, der Ismaninger Speichersee und die Kraftwerke Neufinsing, Aufkirchen und Eitting. In diesem ersten Bauabschnitt endete der Kanal zunächst oberhalb der Ortschaft Berglern, wo sein Wasser durch den Sempt-Flutkanal in die Isar zurückgeleitet wurde. In dem zweiten Bauabschnitt zwischen 1926 und 1929 wurde der Kanal bis zum Gebiet des Uppenbornwerkes der Städtischen Elektrizitätswerke München verlängert, der Ausgleichsweiher Moosburg angelegt und das Kraftwerk Pfrombach als vierte Stufe errichtet.
Beim Bau des Mittlere-Isar-Kanals waren bis zu 8100 Arbeiter gleichzeitig beschäftigt. Zu ihrer Beförderung, aber auch zum Transport der großen Mengen an Material und der schweren Teile der technischen Anlagen der Kraftwerke baute und betrieb die Mittlere Isar AG verschiedene Eisenbahnen. Mit den Feldbahnen auf der Sohle der Kanalabschnitte wurden die Erdmassen transportiert. Die Moosbahn mit einer Spurweite von 600 mm  beförderte Arbeiter und Materialien vom Kufsteiner Platz in München zur Baustelle des Kraftwerks Neufinsing. Die Bahnstrecke Altenerding–Pfrombach führte vom Bahnhof Altenerding über Aufkirchen und Niederding den Kanal entlang bis nach Pfrombach und war bis 1967 in Betrieb. Für die Versorgung der zahlreichen elektrisch betriebenen Baumaschinen wurde das Tivoli-Kraftwerk in München ausgebaut und eine 20 kV-Leitung entlang der Kanaltrasse verlegt.
Mit dem Bau des Kanals eng verbunden war auch der Bau der Kläranlage Gut Großlappen in den Jahren 1920 bis 1926, den die Mittlere Isar A.G. auf dem von der Stadt München schon 1916 erworbenen Gelände durchführte.
1929 hatte die Mittlere Isar A.G. den zweiten Bauabschnitt und damit den ihr gehörenden Kanal fertiggestellt. Die Verlängerung erfolgte in zwei Etappen durch die Stadtwerke München. 1930 wurde das heute Uppenborn 1 genannte Kraftwerk  in Betrieb genommen und der Echinger Stausee angelegt. Das Wasser floss am Hofhamer Sperrwehr (48° 30′ 35,2″ N, 12° 4′ 34,5″ O) über ein Auslasswehr gleichmäßig wieder zurück in die Isar. Mit dem Bau des Kraftwerks Uppenborn 2 etwa 8 km unterhalb des Werkes Uppenborn 1 von 1949 bis 1951 wurde der Kanal nochmals verlängert. Er mündet kurz oberhalb von Landshut wieder in die Isar.

### Dammbruch
Am 12. Juli 1931 zwischen 11 und 12 Uhr brach ein hoch aufgeschütteter Damm des Mittlere-Isar-Kanals auf der Höhe von Wartenberg und Langenpreising. Das Kanalwasser des Abschnitts zwischen den Kraftwerken Eitting und Pfrombach überflutete die Umgebung, bis nach etwa drei Stunden das Sperrwehr bei Berglern geschlossen wurde.

### Brückensprengungen

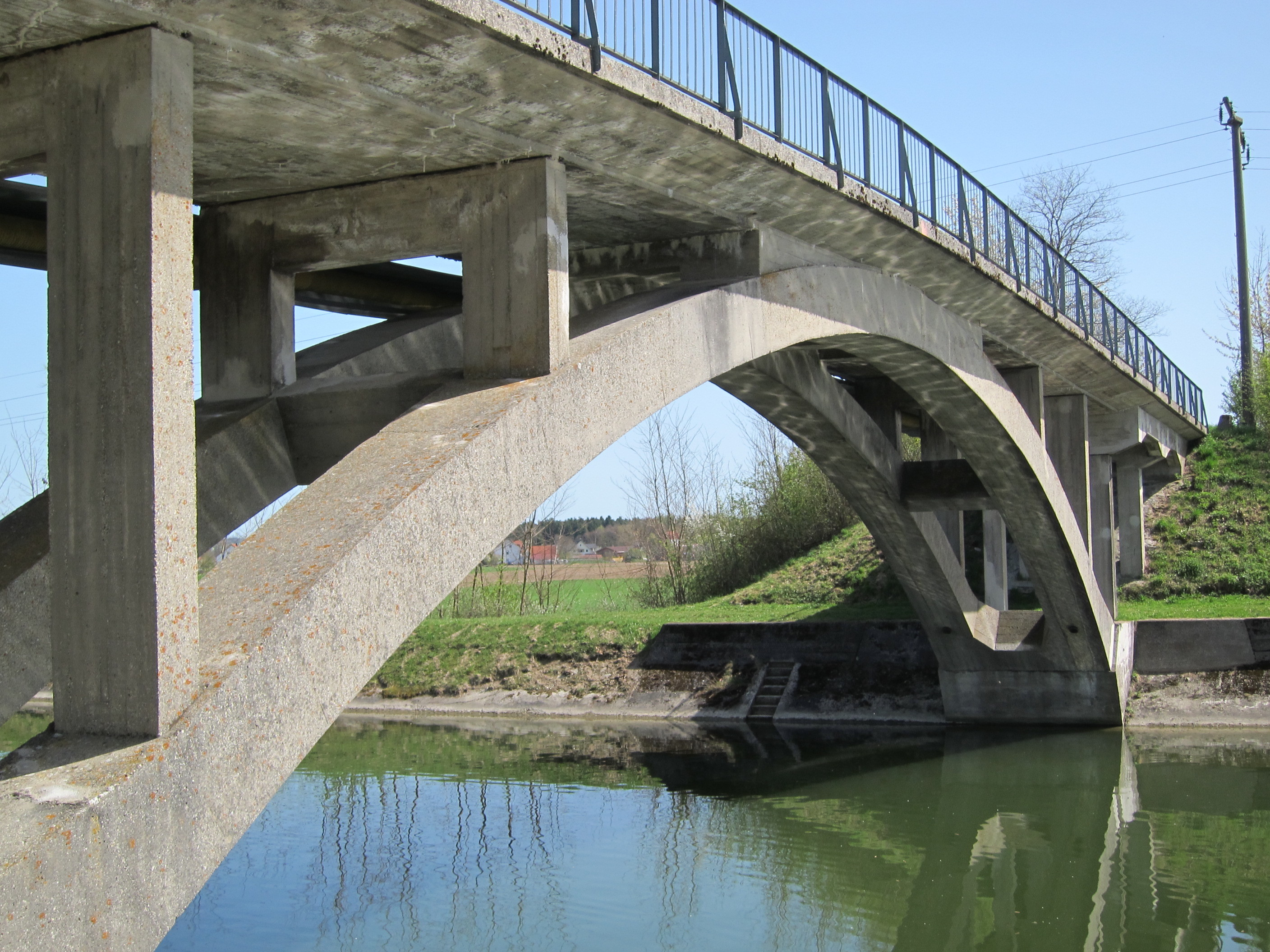
Betonbogenbrücke über den Kanal bei Berglern

Der Kanal und seine Kraftwerke erlitten im Zweiten Weltkrieg so gut wie keine Schäden. Allerdings wurden die meisten der insgesamt 45 Brücken über den Kanal in den letzten Kriegstagen von deutscher Seite gesprengt, um den Vormarsch der amerikanischen Truppen aufzuhalten. Lediglich bei den vier Brücken zur Oberföhringer Isarinsel konnte, wie bei allen Münchner Brücken, die Sprengung abgewendet werden. Viele der zerstörten Brücken wurden durch einen einheitlichen Brückentyp aus zwei Betonbögen mit aufgeständerter Fahrbahndecke ersetzt.

### Sanierungen
Abgesehen von dem Dammbruch wurde der Kanal nie entleert bis zu den abschnittsweisen Sanierungen 2005 und 2009, bei der auch die sonst immer unter Wasser befindlichen Teile der Kraftwerke Aufkirchen und Eitting saniert werden konnten.

### Eigentümerwechsel
Der Kanal und die ersten Kraftwerke wurden von der Mittlere Isar AG gebaut und betrieben. Diese ging in die Bayernwerk AG auf, die später von der VIAG erworben wurde. Diese fusionierte mit der VEBA zur E.ON. Im Rahmen der Fusion wurde die E.ON Wasserkraft GmbH mit dem Sitz in Landshut gebildet. Im Zuge einer Umstrukturierung gelangten die Kraftwerke der Kraftwerksgruppe Isar zur Uniper Kraftwerke GmbH.